# Preng Jakova
Preng Jakova, född 27 juni 1917 i Shkodra i Albanien, död 16 september 1969 i Shkodër, var en albansk kompositör. Han komponerade operan Mirka (1958) och Scanderbeg (1968).
Preng Jakova föddes och växte upp i staden Shkodra i Albanien. Han föddes i en familj av kosovoalbanskt ursprung
Jakova genomgick låg- och högstadiet samt gymnasiet i hemstaden. För en kort period inskrevs han som student vid Accademia Nazionale di Santa Cecilia, en av de äldsta musikkonservatorierna i världen, för att lära sig spela klarinett.
Som en virtuos klarinettist blev han musiklärare vid hemkomsten. Han hölls i fängsligt förvar i kommunistiska Albanien på grund av broderns antikommunistiska verksamhet. Han tvingades arbeta oerhört mycket. På grund av de stora kraven valde han att begå självmord.
Jakova var upphovsman till allsköns musik. Han komponerade den första albanska operan och är också känd för en rad sånger. Han verkade som brobyggare mellan äldre och nyare musikutövare i sitt hemland. Jakova är ansedd som en av de mest betydande albanska kompositörerna genom tiderna.